# 南緒方村
南緒方村（みなみおがたむら）は、大分県大野郡にあった村。現在の豊後大野市の一部にあたる。

## 地理
奥嶽川と緒方川にはさまれた地域に属していた

## 歴史
- 1889年（明治22年）4月1日、町村制の施行により、大野郡大化村、馬背畑村、新村、原尻村、鮒川村、知田村が合併して村制施行し、南緒方村が発足[1][2]。旧村名を継承した大化、馬背畑、新、原尻、鮒川、知田の6大字を編成[2]。
- 1932年（昭和7年）4月1日、南緒方村を二分割し、大字馬背畑・大化（一部、字上犬塚）を大野郡合川村に、大字新・原尻・鮒川・知田・大化（一部、字犬塚・下犬塚）を大野郡緒方村にそれぞれ編入して廃止された[2][1]。

## 産業
- 農業